# Джаво, Джабу
Джабу Джаво (англ. Jabou Jawo; род. 18 апреля 1962, Банжул) — гамбийская легкоатлетка, выступавшая в беге на короткие дистанции. Участница летних Олимпийских игр 1984 и 1988 годов, бронзовый призёр чемпионата Африки 1984 года. Первая женщина, представлявшая Гамбию на Олимпийских играх.

## Биография
Джабу Джаво родилась 18 апреля 1962 года в гамбийском городе Банжул.
В 1978 году участвовала в Играх Содружества в Эдмонтоне. Не преодолела первый раунд в беге на 100 метров (12,94) и на 200 метров (26,38).
В 1982 году участвовала в Играх Содружества в Брисбене. Не преодолела первый раунд в беге на 100 метров (12,16) и на 200 метров (25,30) и заняла последнее, 9-е место в составе сборной Гамбии в эстафете 4х100 метров (47,51).
В 1984 году вошла в состав сборной Гамбии на летних Олимпийских играх в Лос-Анджелесе. В беге на 100 метров заняла в забеге 1/8 финала 7-е место, показав результат 12,10 и уступив 0,25 секунды попавшей в четвертьфинал с 6-го места Дорис Виреду из Ганы. В эстафете 4х100 метров команда Гамбии, за которую также выступали Эми Н’Доу, Виктория Дека и Джорджиана Фримен, заняла в полуфинале последнее, 6-е место с рекордом Гамбии — 47,18, уступив 2,4 секунды попавшей в финал с 5-го места сборной Тринидада и Тобаго.
Джаво стала первой женщиной, представлявшей Гамбию на Олимпийских играх.
В том же году завоевала бронзовую медаль чемпионата Африки в Рабате в эстафете 4х100 метров (47,20).
В 1987 году участвовала в чемпионате мира в Риме, где выбыла в первом раунде бега на 200 метров (25,50).
В 1988 году вошла в состав сборной Гамбии на летних Олимпийских играх в Сеуле. В беге на 100 метров заняла в забеге 1/8 финала последнее, 8-е место с результатом 12,27, уступив 0,68 секунды попавшей в четвертьфинал с 4-го места Ампаро Кайседо из Колумбии.
В 1991 году участвовала в чемпионате мира в Токио, где выбыла в первом раунде бега на 100 метров (12,42).

## Личные рекорды
- Бег на 100 метров — 11,6 (1984, Лос-Анджелес)[3]
- Бег на 200 метров — 25,50 (1 сентября 1987, Рим)[5]
- Эстафета 4х100 метров — 47,18 (10 августа 1984, Лос-Анджелес)[5]